# Final de Ascenso 2015-16
La Final de Ascenso 2015-16 fue una llave de definición en la cual se enfrentó el campeón del Torneo Apertura 2015: FC Juárez, contra el campeón del Torneo Clausura 2016: Necaxa, disputándose en partidos de ida y vuelta, para determinar al equipo que ascendería a la Liga Bancomer MX.

## Sistema de competición
Disputarán el ascenso a la Liga Bancomer MX los campeones de los Torneos Apertura 2015 y Clausura 2016. El Club con mayor número de puntos en la Tabla General de Clasificación de la Temporada 2015-2016, (tabla que suma los puntos obtenidos por los Clubes participantes durante ambos Torneos) y tomando en cuenta los criterios de desempate establecidos en el reglamento de competencia, será el que juegue como local el partido de vuelta, eligiendo el horario del mismo y debiéndose jugar obligatoriamente en sábado y sábado.
El Club vencedor de la Final de Ascenso a la Liga Bancomer MX será aquel que en los dos partidos anote el mayor número de goles, criterio conocido como marcador global. Si al término del tiempo reglamentario el partido está empatado, se agregarán dos tiempos extras de 15 minutos cada uno. De persistir el empate en estos periodos, se procederá a lanzar tiros penales, hasta que resulte un vencedor.
Si el Club vencedor es el mismo en los dos Torneos, se producirá el ascenso automáticamente.

## Información de los equipos
| Equipo    | Entrenador             | Estadio                | Ciudad                         | Capacidad | Kit   |
| --------- | ---------------------- | ---------------------- | ------------------------------ | --------- | ----- |
| FC Juárez | Sergio Orduña Carrillo | Olímpico Benito Juárez | Ciudad Juárez, Chihuahua       | 23 500    | Umbro |
| Necaxa    | Alfonso Sosa           | Victoria               | Aguascalientes, Aguascalientes | 25 494    | Umbro |

## Partidos

### FC Juárez-Necaxa
| 14 de mayo de 2016, 20:00 (UTC-5) | Necaxa      | 1:0 (0:0) | FC Juárez | Estadio Victoria, Aguascalientes, Aguascalientes              |                                                               |
|                                   | Barraza 76' | Reporte   |           | Asistencia: 20 986 espectadores Árbitro(s): Uriel Olvera Ríos | Asistencia: 20 986 espectadores Árbitro(s): Uriel Olvera Ríos |

| 21 de mayo de 2016, 19:00 (UTC-6)        | FC Juárez | 0:2 (0:0) | Necaxa                     | Estadio Olímpico Benito Juárez, Ciudad Juárez, Chihuahua       |                                                                |
|                                          |           | Reporte   | Gallegos 55' · Sánchez 89' | Asistencia: 22 500 espectadores Árbitro(s): Ángel Monroy Bello | Asistencia: 22 500 espectadores Árbitro(s): Ángel Monroy Bello |
| Necaxa Campeón de Ascenso 2015-16 (3:0). |           |           |                            |                                                                |                                                                |

#### Final - Ida
| 25    | POR   | Yosgart Gutiérrez    |     |
| 3     | DEF   | Marcos González      |     |
| 2     | DEF   | Brayan Beckeles      |     |
| 33    | DEF   | Mario de Luna        |     |
| 13    | DEF   | Erik Vera            |     |
| 7     | MED   | Michel García        |     |
| 28    | MED   | Xavier Báez          |     |
| 11    | MED   | Jesús Isijara        | 64' |
| 17    | MED   | Jahir Barraza        |     |
| 9     | DEL   | Rodrigo Prieto       | 89' |
| 18    | DEL   | Luis Felipe Gallegos | 46' |
| D. T. | D. T. | Alfonso Sosa         |     |

| 31    | POR   | Iván Vázquez Mellado |     |
| 4     | DEF   | Hector Morales       |     |
| 26    | DEF   | Marco Tovar          |     |
| 12    | DEF   | Juan Rojas           | 78' |
| 5     | DEF   | Eder Borelli         |     |
| 6     | MED   | Edgar Mejía          |     |
| 25    | MED   | José Tehuitzil       |     |
| 14    | MED   | Félix Micolta        | 46' |
| 8     | MED   | Derley               |     |
| 7     | DEL   | Mario Ortiz          | 70' |
| 9     | DEL   | Leandro Carrijo      |     |
| D. T. | D. T. | Sergio Orduña        |     |

| 20 | Centrocampista | Jesús Gómez     | 46' |
| 10 | Delantero      | Oscar Fernández | 64' |
| 5  | Centrocampista | Alejandro Vela  | 89' |

| 11 | Delantero      | Sidnei Sciola    | 46' |
| 2  | Defensa        | Gilberto Barbosa | 70' |
| 33 | Centrocampista | David Stringel   | 78' |

| 76' | Jahir Barraza | 1:0 |

| 67' · 68' | Sidnei Sciola Mario Ortíz |

| Principal  | Uriel Olvera Ríos          |
| Asistentes | Karen Janett Díaz Medina   |
|            | Luis Daniel Sandoval Olmos |
| Cuarto     | Oscar Mejia Garcia         |

| 25    | POR   | Yosgart Gutiérrez    |     |
| 3     | DEF   | Marcos González      |     |
| 2     | DEF   | Brayan Beckeles      |     |
| 33    | DEF   | Mario de Luna        |     |
| 13    | DEF   | Erik Vera            |     |
| 7     | MED   | Michel García        |     |
| 28    | MED   | Xavier Báez          |     |
| 11    | MED   | Jesús Isijara        | 64' |
| 17    | MED   | Jahir Barraza        |     |
| 9     | DEL   | Rodrigo Prieto       | 89' |
| 18    | DEL   | Luis Felipe Gallegos | 46' |
| D. T. | D. T. | Alfonso Sosa         |     |

| 31    | POR   | Iván Vázquez Mellado |     |
| 4     | DEF   | Hector Morales       |     |
| 26    | DEF   | Marco Tovar          |     |
| 12    | DEF   | Juan Rojas           | 78' |
| 5     | DEF   | Eder Borelli         |     |
| 6     | MED   | Edgar Mejía          |     |
| 25    | MED   | José Tehuitzil       |     |
| 14    | MED   | Félix Micolta        | 46' |
| 8     | MED   | Derley               |     |
| 7     | DEL   | Mario Ortiz          | 70' |
| 9     | DEL   | Leandro Carrijo      |     |
| D. T. | D. T. | Sergio Orduña        |     |

| 20 | Centrocampista | Jesús Gómez     | 46' |
| 10 | Delantero      | Oscar Fernández | 64' |
| 5  | Centrocampista | Alejandro Vela  | 89' |

| 11 | Delantero      | Sidnei Sciola    | 46' |
| 2  | Defensa        | Gilberto Barbosa | 70' |
| 33 | Centrocampista | David Stringel   | 78' |

| 76' | Jahir Barraza | 1:0 |

| 67' · 68' | Sidnei Sciola Mario Ortíz |

| Principal  | Uriel Olvera Ríos          |
| Asistentes | Karen Janett Díaz Medina   |
|            | Luis Daniel Sandoval Olmos |
| Cuarto     | Oscar Mejia Garcia         |

| 25    | POR   | Yosgart Gutiérrez    |     |
| 3     | DEF   | Marcos González      |     |
| 2     | DEF   | Brayan Beckeles      |     |
| 33    | DEF   | Mario de Luna        |     |
| 13    | DEF   | Erik Vera            |     |
| 7     | MED   | Michel García        |     |
| 28    | MED   | Xavier Báez          |     |
| 11    | MED   | Jesús Isijara        | 64' |
| 17    | MED   | Jahir Barraza        |     |
| 9     | DEL   | Rodrigo Prieto       | 89' |
| 18    | DEL   | Luis Felipe Gallegos | 46' |
| D. T. | D. T. | Alfonso Sosa         |     |

| 31    | POR   | Iván Vázquez Mellado |     |
| 4     | DEF   | Hector Morales       |     |
| 26    | DEF   | Marco Tovar          |     |
| 12    | DEF   | Juan Rojas           | 78' |
| 5     | DEF   | Eder Borelli         |     |
| 6     | MED   | Edgar Mejía          |     |
| 25    | MED   | José Tehuitzil       |     |
| 14    | MED   | Félix Micolta        | 46' |
| 8     | MED   | Derley               |     |
| 7     | DEL   | Mario Ortiz          | 70' |
| 9     | DEL   | Leandro Carrijo      |     |
| D. T. | D. T. | Sergio Orduña        |     |

| 20 | Centrocampista | Jesús Gómez     | 46' |
| 10 | Delantero      | Oscar Fernández | 64' |
| 5  | Centrocampista | Alejandro Vela  | 89' |

| 11 | Delantero      | Sidnei Sciola    | 46' |
| 2  | Defensa        | Gilberto Barbosa | 70' |
| 33 | Centrocampista | David Stringel   | 78' |

| 76' | Jahir Barraza | 1:0 |

| 67' · 68' | Sidnei Sciola Mario Ortíz |

| Principal  | Uriel Olvera Ríos          |
| Asistentes | Karen Janett Díaz Medina   |
|            | Luis Daniel Sandoval Olmos |
| Cuarto     | Oscar Mejia Garcia         |

| 25    | POR   | Yosgart Gutiérrez    |     |
| 3     | DEF   | Marcos González      |     |
| 2     | DEF   | Brayan Beckeles      |     |
| 33    | DEF   | Mario de Luna        |     |
| 13    | DEF   | Erik Vera            |     |
| 7     | MED   | Michel García        |     |
| 28    | MED   | Xavier Báez          |     |
| 11    | MED   | Jesús Isijara        | 64' |
| 17    | MED   | Jahir Barraza        |     |
| 9     | DEL   | Rodrigo Prieto       | 89' |
| 18    | DEL   | Luis Felipe Gallegos | 46' |
| D. T. | D. T. | Alfonso Sosa         |     |

| 31    | POR   | Iván Vázquez Mellado |     |
| 4     | DEF   | Hector Morales       |     |
| 26    | DEF   | Marco Tovar          |     |
| 12    | DEF   | Juan Rojas           | 78' |
| 5     | DEF   | Eder Borelli         |     |
| 6     | MED   | Edgar Mejía          |     |
| 25    | MED   | José Tehuitzil       |     |
| 14    | MED   | Félix Micolta        | 46' |
| 8     | MED   | Derley               |     |
| 7     | DEL   | Mario Ortiz          | 70' |
| 9     | DEL   | Leandro Carrijo      |     |
| D. T. | D. T. | Sergio Orduña        |     |

| 20 | Centrocampista | Jesús Gómez     | 46' |
| 10 | Delantero      | Oscar Fernández | 64' |
| 5  | Centrocampista | Alejandro Vela  | 89' |

| 11 | Delantero      | Sidnei Sciola    | 46' |
| 2  | Defensa        | Gilberto Barbosa | 70' |
| 33 | Centrocampista | David Stringel   | 78' |

| 76' | Jahir Barraza | 1:0 |

| 67' · 68' | Sidnei Sciola Mario Ortíz |

| Principal  | Uriel Olvera Ríos          |
| Asistentes | Karen Janett Díaz Medina   |
|            | Luis Daniel Sandoval Olmos |
| Cuarto     | Oscar Mejia Garcia         |

#### Final - Vuelta
| 31    | POR   | Iván Vázquez Mellado |     |
| 4     | DEF   | Hector Morales       |     |
| 26    | DEF   | Marco Tovar          |     |
| 12    | DEF   | Juan Rojas           |     |
| 5     | DEF   | Eder Borelli         |     |
| 6     | MED   | Edgar Mejía          | 45' |
| 25    | MED   | José Tehuitzil       |     |
| 8     | MED   | Derley               |     |
| 7     | MED   | Mario Ortiz          | 66' |
| 11    | DEL   | Sidnei Sciola        | 45' |
| 9     | DEL   | Leandro Carrijo      |     |
| D. T. | D. T. | Sergio Orduña        |     |

| 25    | POR   | Yosgart Gutiérrez    |     |
| 3     | DEF   | Marcos González      |     |
| 2     | DEF   | Brayan Beckeles      |     |
| 33    | DEF   | Mario de Luna        |     |
| 13    | DEF   | Erik Vera            |     |
| 7     | MED   | Michel García        |     |
| 28    | MED   | Xavier Báez          | 89' |
| 11    | MED   | Jesús Isijara        | 66' |
| 17    | MED   | Jahir Barraza        | 80' |
| 9     | DEL   | Rodrigo Prieto       |     |
| 18    | DEL   | Luis Felipe Gallegos |     |
| D. T. | D. T. | Alfonso Sosa         |     |

| 30 | Delantero      | Alonso Hernández     | 45' |
| 10 | Centrocampista | Gael Sandoval        | 45' |
| 22 | Delantero      | Nelson Sebastián Maz | 66' |

| 20 | Centrocampista | Jesús Gómez   | 66' |
| 15 | Centrocampista | Jorge Sánchez | 80' |
| 4  | Delantero      | Luis Padilla  | 89' |

| 55' · 89' | Luis Felipe Gallegos Jorge Sánchez | 0:1 0:2 |

| 50' | Marco Tovar |

| 40' · 80' · 84' | Jesús Isijara Yosgart Gutiérrez Jesús Gómez |

| Principal  | Ángel Monroy Bello            |
| Asistentes | César Cerritos Garcia         |
|            | Alfredo David Riveroll Ribbon |
| Cuarto     | Jonathan Hernández Juárez     |

| 31    | POR   | Iván Vázquez Mellado |     |
| 4     | DEF   | Hector Morales       |     |
| 26    | DEF   | Marco Tovar          |     |
| 12    | DEF   | Juan Rojas           |     |
| 5     | DEF   | Eder Borelli         |     |
| 6     | MED   | Edgar Mejía          | 45' |
| 25    | MED   | José Tehuitzil       |     |
| 8     | MED   | Derley               |     |
| 7     | MED   | Mario Ortiz          | 66' |
| 11    | DEL   | Sidnei Sciola        | 45' |
| 9     | DEL   | Leandro Carrijo      |     |
| D. T. | D. T. | Sergio Orduña        |     |

| 25    | POR   | Yosgart Gutiérrez    |     |
| 3     | DEF   | Marcos González      |     |
| 2     | DEF   | Brayan Beckeles      |     |
| 33    | DEF   | Mario de Luna        |     |
| 13    | DEF   | Erik Vera            |     |
| 7     | MED   | Michel García        |     |
| 28    | MED   | Xavier Báez          | 89' |
| 11    | MED   | Jesús Isijara        | 66' |
| 17    | MED   | Jahir Barraza        | 80' |
| 9     | DEL   | Rodrigo Prieto       |     |
| 18    | DEL   | Luis Felipe Gallegos |     |
| D. T. | D. T. | Alfonso Sosa         |     |

| 30 | Delantero      | Alonso Hernández     | 45' |
| 10 | Centrocampista | Gael Sandoval        | 45' |
| 22 | Delantero      | Nelson Sebastián Maz | 66' |

| 20 | Centrocampista | Jesús Gómez   | 66' |
| 15 | Centrocampista | Jorge Sánchez | 80' |
| 4  | Delantero      | Luis Padilla  | 89' |

| 55' · 89' | Luis Felipe Gallegos Jorge Sánchez | 0:1 0:2 |

| 50' | Marco Tovar |

| 40' · 80' · 84' | Jesús Isijara Yosgart Gutiérrez Jesús Gómez |

| Principal  | Ángel Monroy Bello            |
| Asistentes | César Cerritos Garcia         |
|            | Alfredo David Riveroll Ribbon |
| Cuarto     | Jonathan Hernández Juárez     |

| 31    | POR   | Iván Vázquez Mellado |     |
| 4     | DEF   | Hector Morales       |     |
| 26    | DEF   | Marco Tovar          |     |
| 12    | DEF   | Juan Rojas           |     |
| 5     | DEF   | Eder Borelli         |     |
| 6     | MED   | Edgar Mejía          | 45' |
| 25    | MED   | José Tehuitzil       |     |
| 8     | MED   | Derley               |     |
| 7     | MED   | Mario Ortiz          | 66' |
| 11    | DEL   | Sidnei Sciola        | 45' |
| 9     | DEL   | Leandro Carrijo      |     |
| D. T. | D. T. | Sergio Orduña        |     |

| 25    | POR   | Yosgart Gutiérrez    |     |
| 3     | DEF   | Marcos González      |     |
| 2     | DEF   | Brayan Beckeles      |     |
| 33    | DEF   | Mario de Luna        |     |
| 13    | DEF   | Erik Vera            |     |
| 7     | MED   | Michel García        |     |
| 28    | MED   | Xavier Báez          | 89' |
| 11    | MED   | Jesús Isijara        | 66' |
| 17    | MED   | Jahir Barraza        | 80' |
| 9     | DEL   | Rodrigo Prieto       |     |
| 18    | DEL   | Luis Felipe Gallegos |     |
| D. T. | D. T. | Alfonso Sosa         |     |

| 30 | Delantero      | Alonso Hernández     | 45' |
| 10 | Centrocampista | Gael Sandoval        | 45' |
| 22 | Delantero      | Nelson Sebastián Maz | 66' |

| 20 | Centrocampista | Jesús Gómez   | 66' |
| 15 | Centrocampista | Jorge Sánchez | 80' |
| 4  | Delantero      | Luis Padilla  | 89' |

| 55' · 89' | Luis Felipe Gallegos Jorge Sánchez | 0:1 0:2 |

| 50' | Marco Tovar |

| 40' · 80' · 84' | Jesús Isijara Yosgart Gutiérrez Jesús Gómez |

| Principal  | Ángel Monroy Bello            |
| Asistentes | César Cerritos Garcia         |
|            | Alfredo David Riveroll Ribbon |
| Cuarto     | Jonathan Hernández Juárez     |

| 31    | POR   | Iván Vázquez Mellado |     |
| 4     | DEF   | Hector Morales       |     |
| 26    | DEF   | Marco Tovar          |     |
| 12    | DEF   | Juan Rojas           |     |
| 5     | DEF   | Eder Borelli         |     |
| 6     | MED   | Edgar Mejía          | 45' |
| 25    | MED   | José Tehuitzil       |     |
| 8     | MED   | Derley               |     |
| 7     | MED   | Mario Ortiz          | 66' |
| 11    | DEL   | Sidnei Sciola        | 45' |
| 9     | DEL   | Leandro Carrijo      |     |
| D. T. | D. T. | Sergio Orduña        |     |

| 25    | POR   | Yosgart Gutiérrez    |     |
| 3     | DEF   | Marcos González      |     |
| 2     | DEF   | Brayan Beckeles      |     |
| 33    | DEF   | Mario de Luna        |     |
| 13    | DEF   | Erik Vera            |     |
| 7     | MED   | Michel García        |     |
| 28    | MED   | Xavier Báez          | 89' |
| 11    | MED   | Jesús Isijara        | 66' |
| 17    | MED   | Jahir Barraza        | 80' |
| 9     | DEL   | Rodrigo Prieto       |     |
| 18    | DEL   | Luis Felipe Gallegos |     |
| D. T. | D. T. | Alfonso Sosa         |     |

| 30 | Delantero      | Alonso Hernández     | 45' |
| 10 | Centrocampista | Gael Sandoval        | 45' |
| 22 | Delantero      | Nelson Sebastián Maz | 66' |

| 20 | Centrocampista | Jesús Gómez   | 66' |
| 15 | Centrocampista | Jorge Sánchez | 80' |
| 4  | Delantero      | Luis Padilla  | 89' |

| 55' · 89' | Luis Felipe Gallegos Jorge Sánchez | 0:1 0:2 |

| 50' | Marco Tovar |

| 40' · 80' · 84' | Jesús Isijara Yosgart Gutiérrez Jesús Gómez |

| Principal  | Ángel Monroy Bello            |
| Asistentes | César Cerritos Garcia         |
|            | Alfredo David Riveroll Ribbon |
| Cuarto     | Jonathan Hernández Juárez     |

| Campeón de Ascenso 2015-16     |
| ------------------------------ |
|                                |
| Necaxa                         |
| 2° Título                      |
| Asciende a la Liga Bancomer MX |

## Estadísticas

### Goleadores
| Jugador              | Equipo | Goles |
| -------------------- | ------ | ----- |
| Jahir Barraza        | Necaxa | 1     |
| Luis Felipe Gallegos | Necaxa | 1     |
| Adrian suaste        | Necaxa | 0     |